# Syndrom Alenky v říši divů

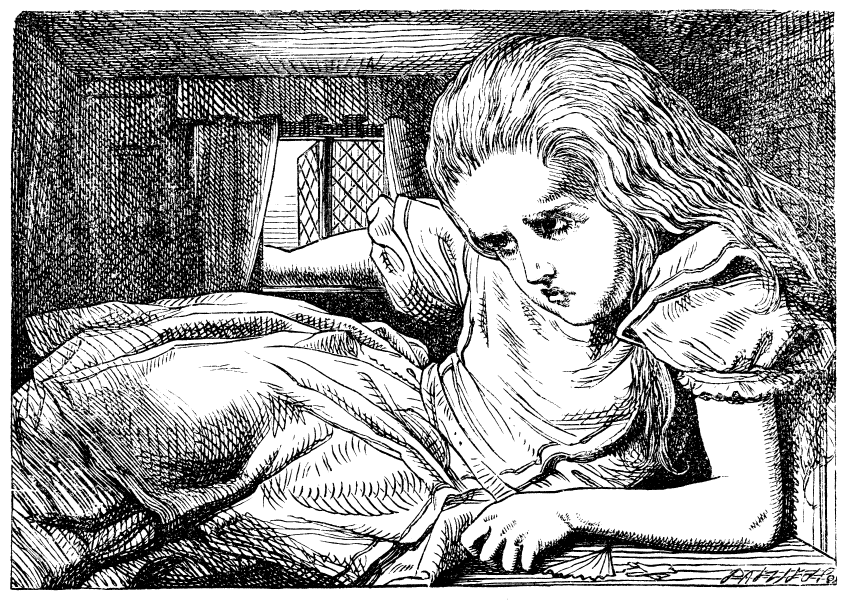
zkreslení reality jako takové kolem sebe je jedním z typických příznaků syndromu AIWS.

Syndrom Alenky v říši divů (AIWS), také Toddův syndrom nebo dysmetropsie je vzácné neurofyziologické onemocnění, způsobující dočasné epizody zkresleného vnímání a dezorientaci. Nemoc se nejčastěji projevuje u dětí a dospívajících, v dospělosti většinou samovolně vymizí.
Co syndrom způsobuje není jasné, vědci se domnívají, že jej vyvolává neobvyklá elektrická aktivita, způsobující abnormální průtok krve do částí mozku, které zpracovávají informace z okolního prostředí a vizuálního vnímání. Syndrom se často vyskytuje ve spojitosti s nádorem na mozku, migrénami, mohou jím také trpět uživatelé psychotropních látek.

## Příznaky
mezi časté příznaky patří:
- zkreslení velikosti
  - mikropsie (pocit, že se vaše tělo nebo předměty kolem stávají menšími)
  - makropsie (věci se zdají většími)

- zkreslení vzdálenosti
  - pelopsie (předměty se jeví blíže, než ve skutečnosti jsou),
  - teleopsie (objekty se zdají vzdálenější)
- zkreslení času - někteří pacienti mohou pociťovat, že se čas pohybuje rychleji nebo pomaleji
- migréna (u lidí, kteří mají tento syndrom, je větší pravděpodobnost migrény)

Epizody syndromu se mohou vyskytnout i několikrát denně a takto po několik dní v řadě – poté se naopak nemusí projevit příznaky po dobu několika týdnů nebo měsíců. Jedná se o velice individuální záležitost.

## Léčba
Neexistuje žádná léčba syndromu Alenky v říši divů. Syndrom málokdy způsobuje jakékoli komplikace nebo problémy a postupem času se zlepšuje. I když příznaky mohou být dezorientující a nepříjemné, nejsou škodlivé. Nejsou ani známkou vážnějšího problému. Podle mnoha odborníků není tento syndrom tak vzácný, jak se tradičně předpokládá, pouze často není odhalen nebo řešen.